# Lâu đài Palanok
Lâu đài Palanok (tiếng Ukraina: Замок "Паланок", đã Latinh hoá: Zamok "Palanok"; tiếng Hungary: Munkács vára, Munkácsi vár, tiếng Đức: Plankenburg) là một lâu đài lịch sử ở thành phố Mukacheve thuộc vùng đất phía tây Ucraina (tỉnh) của Zakarpattia và nằm trên một ngọn đồi núi lửa cao 68 mét trước đây. Quần thể lâu đài bao gồm ba phần: lâu đài cao, trung bình và thấp.

## Lịch sử
Không có dữ liệu chính xác về hoàn cảnh xây dựng lâu đài. Nghiên cứu khảo cổ học cho thấy khu vực này đã có người ở thời kỳ đồ đá mới, và trong thời đại đồ đồng và đồ sắt có một pháo đài trên khu vực của lâu đài ngày nay. Vào thời điểm chinh phục, một pháo đài được xây dựng từ các cọc đứng trên đỉnh đồi lâu đài ngày nay. Vua Ladislaus I của Hungary củng cố các bức tường bằng việc xây dựng một bức tường đá. Lâu đài cũng đã từng là nơi dừng chân của vua Béla III của Hungary.
Năm 1241, đội quân hùng mạnh 60.000 người của Bạt Đô tiến vào Hungary thông qua đèo Verecke. Thành phố đã bị phá hủy, nhưng lâu đài không bị chiếm đóng. Sau sự rút lui của người Tatar, năm 1242 Béla IV của Hungary đã đưa ra hướng dẫn xây dựng các lâu đài mới, để củng cố những cái hiện có. Trong thế kỷ 13, lâu đài Munkács trở thành một trong những pháo đài lớn nhất và được bảo vệ tốt nhất ở Hungary. Vua Károly Róbert đã từng chiếm giữ lâu đài. Trong triều đại vua Lajos I của Hungary, lâu đài tiép tục được mở rộng. Năm 1352, lâu đài lại bị quân Mông Cổ tấn công.
Tódor Korjatovics, Hoàng tử Podolsky, đã đóng một vai trò quan trọng trong lịch sử của lâu đài, và ông đã được liên kết với người thân trong triều đình của Hungary. Một trong những chị gái của ông là mẹ của Vua Sigismund của Thánh chế La Mã. Năm 1396, Sigismund đã tặng lâu đài và sự thống trị cho ông. Ông chuyển đến vùng Munkács, và với các hoạt động của mình, ông đã thúc đẩy rất nhiều sự phát triển kinh tế và văn hóa của Transcarpathia. Ông đã thiết lập triều đình của mình trong lâu đài và mở rộng nó đáng kể.
Từ năm 1423, lâu đài thuộc sở hữu của Gyorgy Brankovics. Từ 1439 László Palóczy, và năm 1445, thống đốc Hungary János Hunyadi trở thành chủ sở hữu của lâu đài. Sau khi chết, năm 1456, góa phụ của ông, Erzsébet Szilágyi trở thành tình nhân của lâu đài. Sau đó, nó thuộc sở hữu của vua Mátyás Corvin và sau đó là János Corvin. Người dân Munkács tích cực tham gia vào cuộc nổi dậy của nông dân Gyorgy Dózsa năm 1514. Phiến quân đã chiếm giữ các lâu đài của Munkács, Huszt và Királyháza. Năm 1514, lâu đài Munkács và sự thống trị của nó đã trở thành tài sản của vương miện Hungary và trở thành chủ sở hữu của nhà vua. Lâu đài bị thiệt hại nặng nề trong cuộc chiến nông dân. Vua Loius II (1516 Ném1526) bắt đầu xây dựng lại nó. Năm 1527, lâu đài vẫn thuộc quyền sở hữu của nữ hoàng góa phụ của Nữ hoàng Loius II, khi János Szapolyai chiếm giữ nó vào năm 1528. Sau một năm, ông trao đổi nó với các lâu đài khác trong tài sản của Palatine István Báthori. István Báthory đã xây dựng pháo đài hình vòng tròn của lâu đài phía trên và một tháp quan sát cao 14 mét (46 ft). Năm 1537 vua Ferdinand I của Thánh chế La Mã tôi bao vây và sau đó chiếm đóng lâu đài.
Sau năm 1541, lâu đài trở thành tài sản của con trai của János Szapolyai, János Zsigmond, nhưng thực tế ông đã bị trị bởi mẹ của mình, Nữ hoàng Isabella. Lâu đài trở thành tài sản của János Zsigmond, 19 tuổi chỉ sau cái chết của Isabella, người sở hữu nó cho đến năm 1567. Năm 1560 Hoàng đế Ferdinand tôi đã tặng lâu đài cho István Dobó, nhưng vì nó nằm trong tay kẻ thù, Dobó có thể không tiếp nhận quyên góp. Năm 1567 quân đội triều đình chiếm giữ lâu đài. Năm 1573 Maximilian II của Thánh chế La Mã đã cam kết với Gábor Mágócsi.
Năm 1625, Gábor Bethlen, Hoàng tử Transylvania, đã mua lâu đài và sự thống trị của nó [cần làm rõ] với giá 300.000 tiền đề nghị. Lúc này, đội trưởng của lâu đài, János Balling, đã sửa chữa lâu đài và dựng lên một tòa nhà mới ở sân giữa. Sau cái chết của Gábor Bethlen năm 1629, lâu đài thuộc sở hữu của vợ ông, Katalin ở Brandenburg, người đã buộc phải giao nó cho Gyorgy Rákóczi I, Hoàng tử Transylvania, vài tháng sau đó. triều đình của ông ở đây và chào đón các đại sứ Pháp, Ba Lan và Thụy Điển mà ông đã mời thành công để đàm phán với họ. Sau khi chết, vợ ông Zsuzsanna Lorántffy đã có được quyền sở hữu lâu đài, và tiếp tục mở rộng và củng cố nó, sử dụng chuyên môn của các kiến trúc sư người Pháp. Một tầng được xây dựng trên tòa nhà phía nam của sân trung tâm, nơi quảng trường Rákóczi được thêm vào.
Sau cái chết của Zsuzsanna, con trai của cô là Gyorgy Rákóczi II đã trở thành chúa tể của lâu đài. Trong khoảng thời gian từ 1649 đến 1656, ông đã chào đón, trong số những người khác, các phái đoàn của Bohdan Khmelnytsky của Cossacks Zaporozhian, người mà ông đã đàm phán hành động chung chống lại Ba Lan. Năm 1657, bất chấp sự phản đối của Quốc vương Thổ Nhĩ Kỳ, ông đã tham chiến với Ba Lan, kết thúc bằng sự thất bại của quân đội. Người Ba Lan, do Hoàng tử Lubomirsky lãnh đạo, đã cướp phá các quận của Bereg, Ung và Zemplén để trả thù, phá hủy các thành phố, bao gồm Munkács và Beregszász, nhưng không thể chiếm được lâu đài.
Sau cái chết của Gyorgy Rákóczi II, vợ ông Zsófia Báthory và con trai Ferenc I Rákóczi chuyển vào lâu đài. Ferenc Rákóczi I kết hôn với Ilona Zrínyi, con gái của Péter Zrínyi Ban người Croatia. Con trai của họ là Ferenc II Rákóczi, một trong những nhân vật nổi bật nhất trong lịch sử Hungary. Sau cái chết của Ferenc I Rákóczi, Ilona Zrínyi vẫn góa vợ với hai đứa con của mình, Ferenc và Julianna. Imre Thököly và Ilona Zrínyi kết hôn năm 1682 tại Lâu đài Munkács. Imre Thököly đã sửa chữa lâu đài, củng cố các bức tường và đền thờ, và tổ chức một sân trong phong phú. Sau khi Thököly bị người Thổ Nhĩ Kỳ bắt giữ, Ilona Zrínyi vẫn ở cùng hai đứa con trong lâu đài. Vào ngày 15 tháng 1 năm 1688, Ilona Zrínyi đã ký thỏa thuận với vua Leopold I của Thánh chế La Mã và hai ngày sau, quân đội của Hoàng đế Leopold I, dẫn đầu là Antonio de Caraffa tiến vào lâu đài.
Lâu đài Munkács đóng một vai trò quan trọng trong Chiến tranh giành độc lập của Ferenc II Rákóczi. Vào ngày 16 tháng 6 năm 1703, hoàng tử đã đi từ Ba Lan đến Hungary qua Đèo Verecke. Quân đội của ông chiếm Munkács vào ngày 24 tháng 6 năm 1703, nhưng họ không thể chiếm được lâu đài vào thời điểm đó, mặc dù những người Rusyn xung quanh Munkács vẫn kiên trì giúp đỡ. Cuộc bao vây lâu đài bắt đầu vào tháng 11 năm 1703 và kết thúc vào ngày 16 tháng 2 năm 1704 với chiến thắng của quân đội Kuruc. Rákóczi ngay lập tức chuyển đến và hướng tới một cuộc chiến tự do. Để chuẩn bị một kế hoạch cho việc hiện đại hóa và xây dựng lại lâu đài. Năm 1705, ông bắt đầu củng cố lâu đài. Hầu hết các công việc được thực hiện bởi nông nô Bereg County Hungary và Ruthian; nó tiếp tục cho đến năm 1710. Việc xây dựng lần đầu tiên được giám sát bởi Đại tá De La Mothe, và từ năm 1708, De la Faux đã được tiếp quản.
Sau thất bại của Chiến tranh giành độc lập do Rákóczi lãnh đạo, lâu đài Munkács rơi vào quyền sở hữu của Karl VI, Hoàng đế La Mã Thần thánh, người vào năm 1728 đã trao nó cho Bá tước Áo Lothar Franz von Schönborn. Lâu đài dần mất đi tầm quan trọng chiến lược, các tòa nhà của nó chủ yếu được sử dụng làm nghi lễ quân sự. Vào tối ngày 27 tháng 7 năm 1834, một đám cháy lớn kéo dài gần một tuần. Tất cả các công trình bằng gỗ của lâu đài đã bị cháy rụi. Sau vụ cháy, nó được xây dựng lại.
Sau Thế chiến I, khi Transcarpathia bị sáp nhập vào Tiệp Khắc theo Hiệp ước Trianon, lâu đài lần đầu tiên được sử dụng bởi quân đội Tiệp Khắc (1919-1938), và sau đó là doanh trại của Quân đội Hoàng gia Hungary 1939-1944. Từ năm 1945, nó được sử dụng làm doanh trại của Quân đội Liên Xô. Từ năm 1962 đến năm 1973, Trường Trung học Công nghiệp đã sử dụng để đào tạo người vận hành máy nông nghiệp (máy kéo).
Giữa năm 1971 và 1993, Viện Phục hồi Lviv đã hoạt động trong lâu đài. Có ý kiến cho rằng nhiều thiệt hại đã gây ra cho lâu đài trong thời kỳ này hơn là trong nhiều thế kỷ bị bao vây. Lâu đài đổ nát gần đây đã trải qua công việc tân trang "thực sự", và có một số triển lãm trong các phòng được khôi phục. Dưới đây là Bảo tàng Lịch sử Mukachevo, dựa trên tài liệu của Bộ sưu tập Lehoczki, bao gồm các đồ vật ở mọi lứa tuổi. Một sự kiện nổi bật là Triển lãm Munkácsy, được tổ chức trong lâu đài vào năm 2007, nơi hầu hết các tác phẩm của họa sĩ được trình bày.

## Kiến trúc
Tổng diện tích của lâu đài là 14.000 m2. Lâu đài bao gồm 130 phòng khác nhau với một hệ thống các lối đi ngầm phức tạp nối liền chúng. Lâu đài hiện đang lưu giữ một bảo tàng dành riêng cho lịch sử của Mukachevo và lâu đài.

## Chú thich
1. ↑  ukrainainkognita.org.ua Lưu trữ ngày 8 tháng 10 năm 2007 tại Wayback Machine — Mukachevskyi zamok "Palanok" Part 1